# Sacred 3
Sacred 3 – fabularna gra akcji stworzona przez studio Keen Games i wydana przez Deep Silver 1 sierpnia 2014. Gra ukazała się na komputerach osobistych oraz konsolach Xbox 360 i Playstation 3.
Trzecia odsłona gry tradycyjnie kontynuuje koncepcję hack&slash, którą spotyka się w grach z serii Diablo, Torchlight itd. W grze częstością stają się walki z dużą liczbą przeciwników, dlatego bohaterowie mogą korzystać z różnych specjalnych umiejętności czy też wyprowadzić ciekawe kombinacje ataków. Zupełną nowością jest rozgrywanie kampanii w trybie współpracy – udział w kooperacji może wziąć maksymalnie czterech graczy. Jeśli jeden z graczy nie może brać udziału, jego poczynaniami kieruje wtedy komputer.
Grę w Polsce wydała firma Cenega, jednak polska wersja językowa będzie tyczyć się tylko wydania na komputery osobiste.